# Jovan Rašković
Jovan Rašković (magyar átírással Jovan Raskovics, cirill betűkkel Јован Рашковић, Knin, 1929. július 5. – Belgrád, 1992, július 28.) horvátországi szerb pszichiáter, akadémikus és politikus. 

## Élete és pályafutása
Rašković 1929-ben született Kninben. A második világháború alatt egy usztasa pogrom után, amely rokonai halálát okozta, az olaszok által megszállt Dalmáciába, Kistanjébe száműzték. Középiskolai vizsgáit Šibenikben tette le, és Zágrábban érettségizett. Ezt követően a Zágrábi Egyetem Orvostudományi Karán elektrotechnikát és orvostant tanult, ahol diplomát és PhD fokozatot szerzett.
Az 1960-as években a šibeniki városi kórház igazgatójaként, majd az egészségügyi központ igazgatójaként dolgozott. A ljubljanai Neurofiziológiai Orvosi Kutatóintézet egyik alapítója volt. Rašković tagja volt a Szerb Tudományos és Művészeti Akadémiának, a Horvátországi Orvostudományi Akadémiának és számos pszichiátriai egyesületnek az Egyesült Államokban, Csehszlovákiában és Olaszországban. Egyetemi tanár volt Zágrábban és Ljubljanában, vendégprofesszor volt a paviai, a római, a houstoni és a londoni egyetemen.
1990 februárjában Rašković belépett a politikába, és megalapította és vezette a Szerb Demokrata Pártot (SDS), amely részt vett az első horvát demokratikus választásokon. Észrevette, hogy Bosznia-Hercegovinában nincs egyenértékű párt, ezért megkereste kollégáját, Radovan Karadžićot, hogy javasolja neki egy ilyen párt létrehozását.
Bár az SDS viszonylag kevés mandátumot szerzett az 1990-es választásokon, gyorsan elkezdte növelni hatalmát, és Franjo Tuđman és új kormánya hamarosan a horvátországi szerbek vezetőjének tekintette Raškovićot. Ez közvetlen tárgyalásokhoz vezetett kettejük között a horvátországi szerbek jövőjéről. Az egyik találkozón Rašković megjegyezte: „A szerbek őrültek voltak.”  Tuđman fő politikai tanácsadója, Slaven Letica titokban rögzítette a szavakat, és kiszivárogtatta az átiratot a horvát médiának, hogy népe körében lejárassa Raškovićot, majd felváltsa valakivel, aki elfogadhatóbb a horvát kormány számára. Ez visszafelé sült el, mivel Rašković elutasítása helyett sok szerb elveszítette a horvát kormányba vetett bizalmát, és felkarolta a szélsőségeket, majd fegyveres konfliktust.
Később, 1990-ben Raškovićot a radikálisabb, keményvonalas szerb nacionalisták eltávolították a hatalomból, és létrehozták a Krajinai Szerb Köztársaságot. Rašković 1991-ben, a Plitvicei-tavaknál történt incidens után visszavonult a politikától. 1992. július 28-án, 63 éves korában Belgrádban hunyt el szívroham következtében. A Belgrádi Újtemetőben, a tisztelt polgárok fasorában nyugszik.

## Emlékezete
Trebinje, Prijedor, Banja Luka és Novi Banovci településeken utcát neveztek el róla.

## Fő művei
- Narcizam (1988)
- Zločin i krivnja (1990)
- Luda zemlja (1990)
- Depersonalizacija (1991)

## Fordítás
Ez a szócikk részben vagy egészben  a   Jovan Ranković című angol Wikipédia-szócikk ezen változatának fordításán alapul.  Az eredeti cikk szerkesztőit annak laptörténete sorolja fel. Ez a jelzés csupán a megfogalmazás eredetét és a szerzői jogokat jelzi, nem szolgál a cikkben szereplő információk forrásmegjelöléseként.